# 天孫族
天孫族（てんそんぞく）は、日本神話において降臨しヤマト王権をつくったとする古代勢力の総称。また「新撰姓氏録」では天照大神などの子孫を神別の「天孫」としている。

## 特徴
青銅器・製塩や土器・銅鏡・玉・銅剣・弓矢・衣類の製作を行った種族。熊、猪、鳥（とくに白鳥・鷹・鷲）といったトーテムがあり、太陽信仰、巨石・石神信仰、青銅器・風神信仰、温泉神、医薬神、妙見信仰を持つ。関係が深い植物には粟・麻があり、五十猛神（須佐之男命、八幡神、熊野大神、角凝魂命）・高御産巣日神・天照大御神（天活玉命（伊久魂神））・天津彦根命（天若日子）・天目一箇命（天太玉命、天津麻羅、経津主神）・天日鷲神（陶津耳命、少名毘古那神）などを祖神として奉斎する他、母系神として豊宇気毘売神（菊理姫神、宇迦之御魂神、保食神）も祀る。

## 記紀における天孫族
記紀によると国譲りの後、高天原より葦原中国平定のため日向に降臨した。中国地方を経て近畿地方まで東征し西日本各地の豪族を従え大王（天皇）を中心とするヤマト王権（倭国）を樹立させ、中部・関東地方まで勢力を拡大させ、それが後の日本へと発展していったとしている。

## 新撰姓氏録における天孫族
「新撰姓氏録」神別では、天照大神の子孫とみなされる神々、天穂日命、天津彦根命、天火明命、火闌降命、天佐鬼利命の子孫を『天孫』と定義している。
皇室、出雲氏、三上氏、物部氏、尾張氏、山背国造、広峯氏、土師氏、隼人などはその子孫にあたる。